# Rafsandjan
Rafsandjan (en persan : رفسنجان, Rafsanjān ; anciennement Bahrāmābād) est une ville de la province de Kerman au sud-est de l'Iran. C'est un des principaux centres de production de pistaches au monde.

## Géographie
Rafsandjan est située sur le plateau iranien, à 1 500 m d'altitude. Elle se trouve au nord-ouest de la province de Kerman, à 100 km à l'ouest de Kerman et à 230 km au sud-est de Yazd. Elle est le chef-lieu de la préfecture de Rafsandjan.
Au recensement de 2016, la population était de 161 909 habitants. Un camp de réfugiés accueille environ 5 500 réfugiés afghans en 2020.

## Histoire

### Patrimoine culturel
La maison du Hadj Agha Ali, un riche marchand de la fin de l'époque qadjare, se trouve à 4 km au nord-est de la ville. Avec 7 000 m2, elle est réputée être la plus vaste habitation en adobe au monde. Elle possède de riches décorations en stuc.

## Économie
Les environs de Rafsandjan sont consacrés à la culture de la pistache. En 2006, Rafsandjan possédait 110 000 hectares de vergers à pistachiers soit 18,5 % de la surface cultivée mondiale, pour une production estimée à 99 tonnes par an, soit 17 % de la production mondiale ou 43,1 % de la production iranienne. Elle est à l'origine de la moitié du milliard de dollars rapportés à l'Iran par les exportations de pistache cette année-là.
La mine de cuivre à ciel ouvert de Sar Cheshmeh se trouve à 50 kilomètres au sud de la ville.

## Climat
Le climat est désertique. Les montagnes qui entourent Rafsandjan bénéficient d'un climat plus frais.
| Mois                                | jan. | fév. | mars | avril | mai | juin | jui. | août | sep. | oct. | nov. | déc. | année |
| ----------------------------------- | ---- | ---- | ---- | ----- | --- | ---- | ---- | ---- | ---- | ---- | ---- | ---- | ----- |
| Température minimale moyenne (°C)   | 2    | 4    | 9    | 15    | 20  | 23   | 24   | 21   | 18   | 13   | 7    | 3    | 13,3  |
| Température maximale moyenne (°C)   | 11   | 13   | 18   | 23    | 29  | 33   | 34   | 32   | 29   | 23   | 16   | 12   | 22,3  |
| Précipitations (mm)                 | 21,9 | 37,9 | 31   | 34,8  | 16  | 0,9  | 2,9  | 6,4  | 1,9  | 8,4  | 20,7 | 20,4 | 203,2 |
| Nombre de jours avec précipitations | 5    | 7    | 8    | 10    | 6   | 1    | 2    | 1    | 1    | 2    | 4    | 3    | 50    |

## Sports

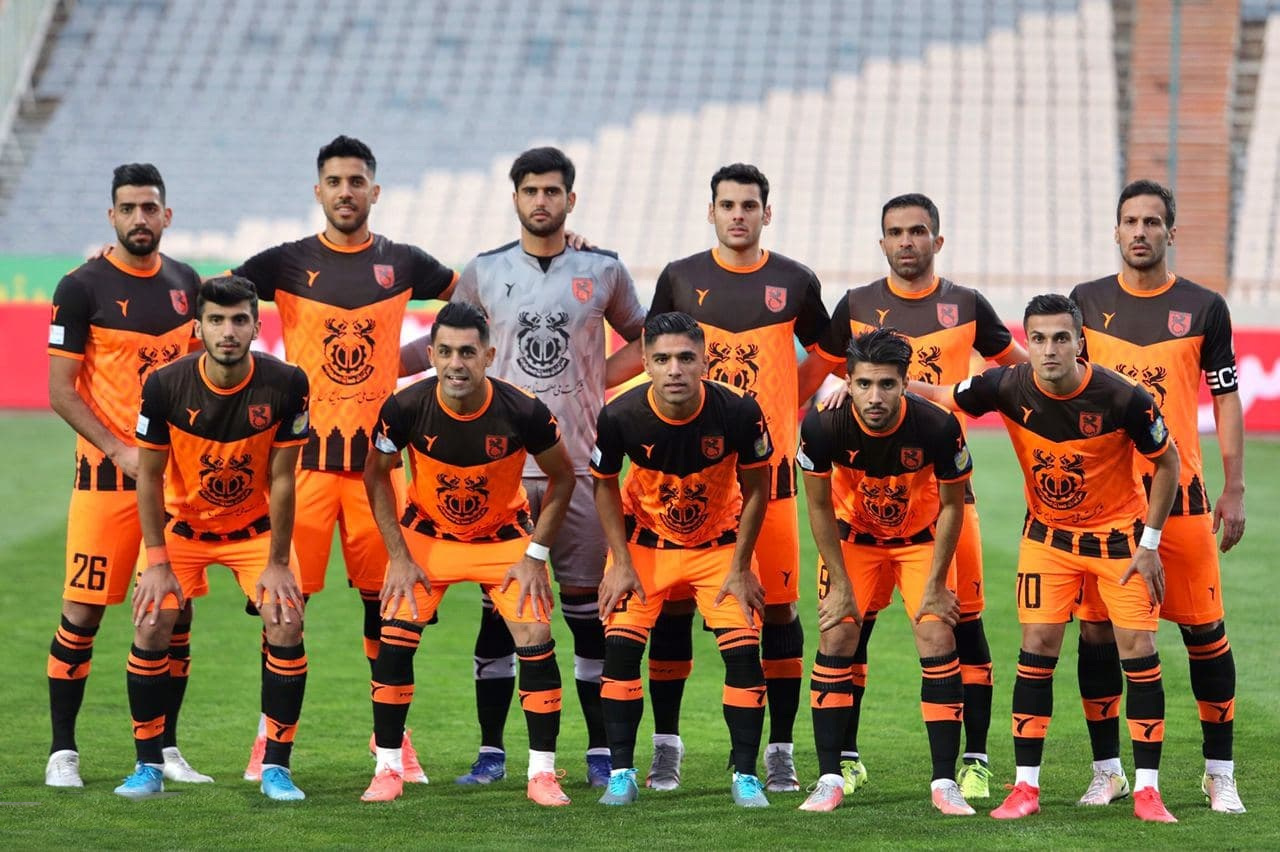
Les joueurs du Mes Rafsanjan F.C.

Le club de football local est le Mes Rafsanjan F.C. (en). Il joue en première division du championnat d'Iran de football après avoir été champion de la ligue Azadegan (deuxième division) en 2020.

## Personnalités
- Hachemi Rafsandjani (1934-2017), président de la république islamique d'Iran de 1989 à 1997, né dans la préfecture de Rafsandjan.